# 神科村
神科村（かみしなむら）は、長野県小県郡にあった村。現在の上田市中心部の北東、神川右岸の上田市上野、古里にあたる。

## 地理
- 山：虚空蔵山、東太郎山
- 河川：神川

## 歴史
- 1889年（明治22年）4月1日 - 町村制の施行により、古里村・住吉村・上野村および上田町の一部（山口・金井・蛇沢）の区域をもって発足。
- 1903年（明治26年）8月5日 - 山林事件が発生し暴徒と化した村民200名が元村長宅を襲撃。[1]
- 1927年（昭和2年）11月20日 - 上田交通北東線が伊勢山駅まで開通。神科、樋之沢、伊勢山の各駅が開業。
- 1939年（昭和14年）12月15日 - 全国に先駆けて切符配給制を導入。[2]
- 1957年（昭和32年）8月1日 - 上田市に編入。同日神科村廃止。

## 名所
- 戸石城
- 東條健代神社

## 教育
- 神科村立神科小中学校（現・上田市立神科小学校、上田市立第五中学校）

## 交通

### 鉄道路線
- 上田丸子電鉄
  - 真田傍陽線
    - 神科駅 - 樋之沢駅 - 伊勢山駅

### 道路
- 国道144号

現在は旧村域に上信越自動車道の上田菅平インターチェンジが所在するが、当時は未開通。